# マーク・マーフィー (歌手)

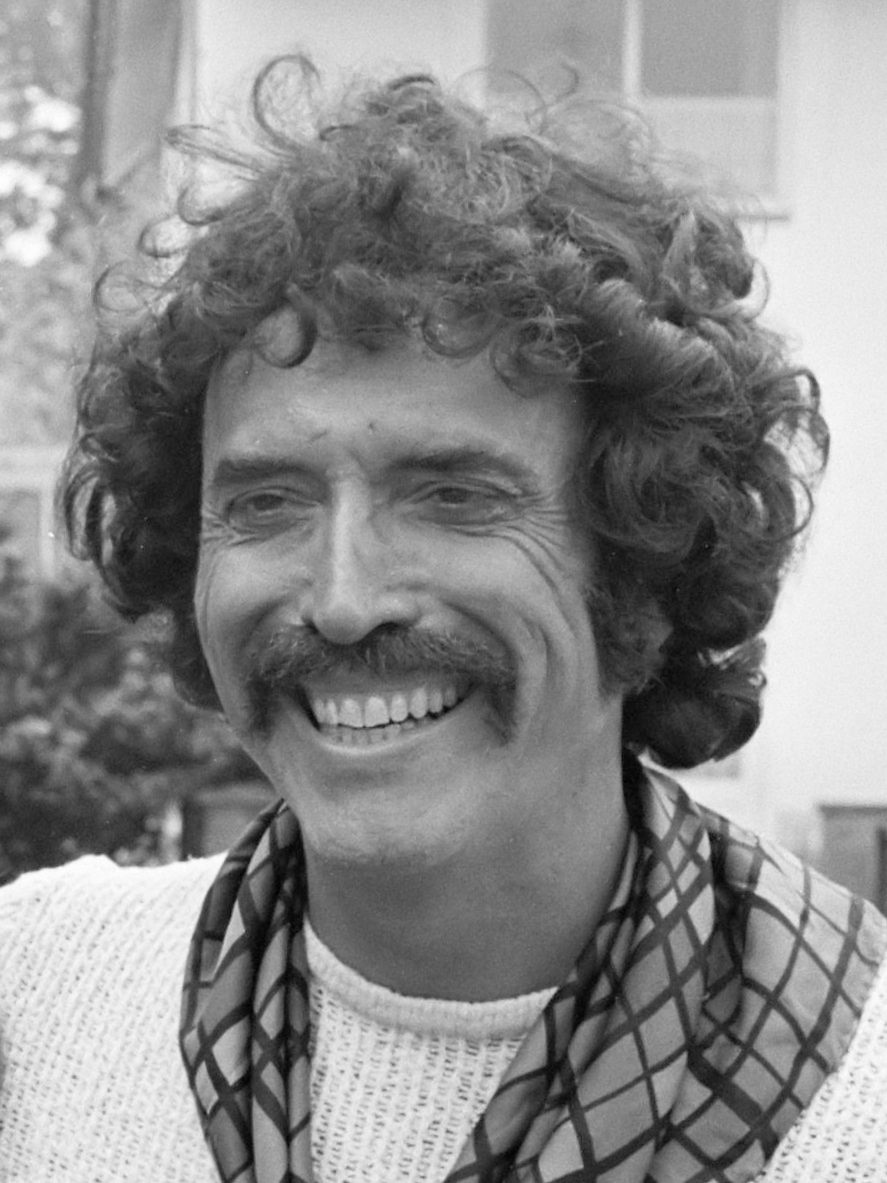
マーク・マーフィー（1975年）

マーク・マーフィー（Mark Murphy、1932年3月14日 - 2015年10月22日）は、アメリカ合衆国ニューヨーク州出身のジャズ・ボーカリスト。卓越した技巧と天才的なひらめきを持つシンガーで、非常に広い音域と器楽的な歌唱が特徴的である。革新的なボーカルの即興演奏で知られていた。
名作レコードのアドリブ・ソロにオリジナルの歌詞をつけて歌うヴォーカリーズは、もともとエディ・ジェファーソンによって始められ、ジョン・ヘンドリックスらによって発展したジャンルであったが、それをさらにおしすすめたのがこのマーク・マーフィーである。
近年はクラブDJや、ティル・ブレナーなどのスムース系ジャズのミュージシャンらからの評価も高い。また、グラミー賞を受賞したジャズ・ボーカリストのカート・エリングにも強い影響を与え、先述のヘンドリックスやエリングらとはツアーも行った。
1996年、1997年、2000年、2001年の『ダウン・ビート』誌の読者ジャズ投票で最優秀男性ヴォーカリストに選ばれ、グラミー賞の最優秀ボーカル・ジャズ・パフォーマンス賞にも5度ノミネートされている。「Stolen Moments」や「Red Clay」の作詞作曲も手がけた。
AllMusic.comのジョン・ブッシュはマーフィーを「ボーカル・ジャズ界の大御所 (a major name in vocal jazz)」と評している。

## 略歴

### 生い立ち
1932年にニューヨーク州シラキュースで生まれる。聖歌隊で出会った両親のもと、ニューヨークの音楽的な家庭で育った彼は、7歳からピアノを習い始めた。
10代の頃、マーフィーはペギー・リー、ナット・キング・コール、ジューン・クリスティ、アニタ・オデイ、エラ・フィッツジェラルドの影響を受け、兄のドワイトのバンドにシンガーとして（時折ピアニストとしても）参加した。ジャズ・ピアニストとしてはアート・テイタムの影響を受けた。
1953年にシラキュース大学を卒業。大学では音楽と演劇を専攻した。大学在学中にエンバシー・クラブで歌っているところをサミー・デイヴィスJr.に目撃され、その直後に自身のギグにゲスト出演しないかと誘われ、テレビ司会者スティーヴ・アレンと連絡を取り合うことになった。
翌年、マーフィーはニューヨークに移り住み、俳優や歌手としての仕事を探しながらアルバイトをした。彼はギルバート・アンド・サリヴァンのライト・オペラ・カンパニーの作品や、テレビ版『ケイシー打席に立つ』に出演した。また、アポロ・シアターのアマチュア歌唱コンテストでも2度2位を獲得している。

### レコード・デビュー
マーフィーはやがてデッカ・レコードのA&Rを務めていたレコード・プロデューサーのミルト・ガブラー (Milt Gabler)の目にとまり、1956年にデビュー・アルバム『ミート』を発表。翌年『Let Yourself Go』を発表するが、いずれもセールスは振るわなかった。
1958年にロサンゼルスに移り、キャピトル・レコードで3枚のアルバムを録音した。1959年発表の『ジス・クッド・ビー・ザ・スタート・オブ・サムシング』でマイナー・ヒットを記録したが、これだけではキャピトル・レコードとの新たな契約を結ぶまでには至らず、1960年代初頭にニューヨークに戻った。ニューヨークで彼はリバーサイド・レコードから2枚のアルバムを発表した。特に、ウィントン・ケリーやブルー・ミッチェルらが参加したアルバム『ラー』(1961年)は、『ダウン・ビート』誌において「フランク・シナトラが羨望の眼差しで真っ青になるようなアレンジ」と評され、星5つ中4.5の評価を受けた。1963年、マーフィーはシングル「Fly Me to the Moon」で全米チャートのヒットを記録し、『ダウン・ビート』誌の読者投票でニュー・スター・オブ・ザ・イヤーに選ばれた。 この頃にはマイルス・デイヴィスの影響を受け、それ以降のキャリアではできるだけマイルスの演奏のように歌うことを心がけていた。

### ロンドンへ
1963年にイギリスのロンドンに移り住んだマーフィーはすぐに受け入れられ、ロニー・スコットのクラブで頻繁に演奏し、BBCラジオにも定期的に出演した。彼はロンドンでさらに3枚のアルバムを録音し、ドイツでもSABAからアルバム『ミッドナイト・ムード』(1968年)を発表した。オランダにも頻繁に足を運び、プロデューサーのJoop de Rooと組んでオランダのラジオで仕事をした。1964年から1972年にかけては、テレビやラジオのドラマに数多く出演し、1967年公開のイギリスのコメディ映画『Just like a Woman』に歌手役として出演した。また、同性愛者であったマーフィーが長年のパートナーであるエディ・オサリバンと出会ったのもロンドンであった。

### ミューズ・レコード時代
1972年にアメリカに戻り、以後14年以上にわたってミューズ・レコードから年間平均1枚のペースでアルバムを発表した。グラミー賞にノミネートされたアルバム『サティスファクション・ギャランティ』『バップ・フォー・ケルアック』『Mark Murphy Sings The Nat King Cole Songbook』などがその代表作である。1950年代後半からブラジル音楽のファンであったマーフィーは、1984年にビバ・ブラジルというバンドと共に、アントニオ・カルロス・ジョビンとミルトン・ナシメントの作品を収録したアルバム『ブラジル・ソング』を録音した。

### 1980年代以降
1987年、マーフィーはブラジル音楽の探求を続け、作曲家イヴァン・リンスの楽曲を収録したアルバム『ナイトムード〜ソングス・オブ・イバン・リンス』をマイルストーン・レコードからリリースし、翌年にはグラミー賞にノミネートされた『セプテンバー・バラッズ』をリリースした。
イギリスでは、1980年代半ばのアシッドジャズ・ダンス・ブームの中、マーフィーの録音作品に対する再評価が進んだ。主にジャイルス・ピーターソンを中心としたDJが、彼の録音をクラブで演奏し、新世代のマーク・マーフィーのファンを生み出した。その後もマーフィーはヨーロッパを中心に活動し、ドイツ、オランダ、オーストリア、イギリス、イタリア、フランス、スウェーデン、デンマーク、スロベニアなどでレコーディングを行い、しばしば他のアーティストの作品にもゲストアーティストとして参加した。マーフィーはまた、日本のユナイテッド・フューチャー・オーガニゼイションのアルバムにも参加し、グループと一緒に作曲した曲の詞とラップ部分を担当した。
1997年8月、BMG/RCAビクターから『ソング・フォー・ザ・ギース』をリリースし、彼にとって5回目のグラミー賞にノミネートされた。同月、32レコードから、ミューズ在籍時の録音を収録した2枚組のアンソロジー『Stolen and Other Moments』がリリースされた。
ミューズの主宰者であるジョー・フィールズがレーベルを売却し、新たにハイノート・レコードを設立した後、マーフィーはこの新しいレーベルのために『Some Time Ago』(2000年)、『Links』(2001年)、『Memories of You』(2003年)を含む5枚のアルバムを録音した。
ヴァーヴ・レコードから『ワンス・トゥ・エヴリー・ハート』（2005年）、『ラヴ・イズ・ホワット・ステイズ』（2007年）をリリースした。どちらのアルバムもドイツのトランペッター、ティル・ブレナーのプロデュースによるもの。
2010年には、ピアニストのミーシャ・ピアティゴルスキー (Misha Piatigorsky)、ベーシストのダントン・ボラー (Danton Boller)、ドラマーのクリス・ワビッチ (Chris Wabich)と共演した自主制作CD『Never Let Me Go』をリリース。このCDは彼が選曲を行い、そのほとんどがバラードで、ビル・エヴァンスの「Turn Out The Stars」を初録音した。
ニュージャージー州イングルウッドにあるリリアン・ブース・アクターズ・ホームに長年滞在していたが、2015年10月22日に同施設で死去した。

## ディスコグラフィ

### リーダー・アルバム
- 『ミート』 - Meet Mark Murphy (1956年、Decca)
- 『レット・ユアセルフ・ゴー』 - Let Yourself Go (1957年、Decca)
- 『ジス・クッド・ビー・ザ・スタート・オブ・サムシング』 - This Could Be the Start of Something (1959年、Capitol)
- 『ヒップ・パレード』 - Mark Murphy's Hip Parade (1960年、Capitol)
- 『プレイング・ザ・フィールド』 - Playing the Field (1960年、Capitol)
- 『ラー』 - Rah (1961年、Riverside)
- 『ザッツ・ハウ・アイ・ラヴ・ザ・ブルース』 - That's How I Love the Blues! (1962年、Riverside)
- A Swingin', Singin' Affair (1965年、Fontana)
- Who Can I Turn To & 11 Other Great Standards (1966年、Immediate)
- 『ミッドナイト・ムード』 - Midnight Mood (1968年、Saba)
- This Must Be Earth (1970年、Phoenix)
- Bridging a Gap (1972年、Muse)
- 『マークII』 - Mark II (1973年、Muse)
- 『マーク・マーフィー・シングス』 - Mark Murphy Sings...On the Red Clay, Naima and Other Great Songs (1975年、Muse)
- Mark Murphy Sings Mostly Dorothy Fields & Cy Coleman (1977年、Audiophile)
- 『ストールン・モーメンツ』 - Stolen Moments (1978年、Muse)
- 『サティスファクション・ギャランティ』 - Satisfaction Guaranteed (1979年、Muse)
- 『バップ・フォー・ケルアック』 - Bop for Kerouac (1981年、Muse)
- 『クリフォードの思い出』 - The Artistry of Mark Murphy (1982年、Muse)
- 『ブラジル・ソング』 - Brazil Song (Cancões Do Brasil) (1983年、Muse)
- Mark Murphy Sings the Nat King Cole Songbook, Volume One (1983年、Muse)
- Mark Murphy Sings Nat's Choice: The Nat King Cole Songbook, Volume Two (1983年、Muse)
- Living Room (1984年、Muse)
- Beauty and the Beast (1986年、Muse)
- 『ケルアック、ゼン・アンド・ナウ』 - Kerouac, Then and Now (1986年、Muse)
- 『ナイトムード〜ソングス・オブ・イバン・リンス』 - Night Mood: The Music of Ivan Lins (1987年、Milestone)
- 『セプテンバー・バラッズ』 - September Ballads (1988年、Milestone)
- 『ホワット・ア・ウェイ・トゥ・ゴー』 - What a Way to Go (1990年、Muse)
- I'll Close My Eyes (1991年、Muse)
- One for Junior (1991年、Muse)
- Very Early  (1993年、West and East Music)
- Just Jazz (1993年、Jazzette)
- The Dream (1995年、Jive)
- Shadows (1996年、TCB Music)
- North Sea Jazz Sessions, Volume 5 (1996年、Jazz World)
- 『ソング・フォー・ザ・ギース』 - Song for the Geese (1997年、RCA Victor)
- Some Time Ago (1999年、HighNote)
- The Latin Porter (2000年、Go Jazz)
- Links (2000年、HighNote)
- Lucky to Be Me (2001年、HighNote)
- Memories of You: Remembering Joe Williams (2003年、HighNote)
- Bop for Miles (2004年、HighNote)
- Dim the Lights (2004年、Millennium)
- 『ワンス・トゥ・エヴリー・ハート』 - Once to Every Heart (2005年、Verve)
- 『ラヴ・イズ・ホワット・ステイズ』 - Love Is What Stays (2006年、Verve)
- Never Let Me Go (2010年、Mark Murphy Productions)
- 『ア・ビューティフル・フレンドシップ・リメンバーリング・シャーリー・ホーン』 - A Beautiful Friendship: Remembering Shirley Horn (2013年、Gearbox)
- Another Vision (2013年、Edel)
- Live In Athens, Greece (2016年、Harbinger)
- Live In Italy 2001 (2016年、Splasch)
- Wild And Free: Live at the Keystone Korner (2017年、HighNote)